# The Promise (álbum de Bruce Springsteen)
The Promise es un álbum recopilatorio del músico estadounidense Bruce Springsteen publicado por la compañía discográfica Columbia Records en noviembre de 2010. El álbum incluye canciones previamente inéditas de las sesiones de grabación del álbum Darkness on the Edge of Town y está también incluido en la caja recopilatoria The Promise: The Darkness on the Edge of Town Story.
La producción de The Promise tuvo lugar durante varios años y fue originalmente programado para publicarse con motivo del trigésimo aniversario de Darkness on the Edge of Town en 2008. El álbum debutó en el puesto 16 de la lista estadounidense Billboard 200 y en la posición siete en la lista UK Albums Chart. Desde su publicación, The Promise obtuvo buenas reseñas de la prensa musical, con una media ponderada de 94 sobre 100 en la web Metacritic, la puntuación más alta para un disco de Springsteen. La canción «Ain't Good Enough for You» fue añadida a la lista de reproducción de BBC Radio 2 y 96.2 The Revolution a finales de 2010.
El álbum incluyó la última aparición del saxofonista Clarence Clemons antes de su fallecimiento por un derrame cerebral en junio de 2011. Clemons participó en la canción «Save My Love», la única canción que Springsteen regrabó al completo con la E Street Band para el proyecto.

## Viejas canciones y regrabaciones
Desde su publicación, The Promise fue recibido por sus seguidores con opiniones mixtas debido a que varias de las canciones no son las mismas versiones de las sesiones de Darkness on the Edge of Town. Esto se debió a que Springsteen añadió nuevas voces e incluso nuevos instrumentos, incluyendo una sección de vientos, a varios temas. A pesar de ello, Springsteen no comentó si los cambios se debían a que estaba insatisfecho con el resultado original o a que las canciones estaban incompletas. Varias de las canciones regrabadas son "Gotta Get That Feeling", "Someday (We'll Be Together)", "One Way Street", "Because the Night", "Wrong Side of the Street", "The Brokenhearted", "Rendezvous", "Spanish Eyes", "The Little Things (My Baby Does)".

## Recepción
Desde su publicación, The Promise obtuvo buenas reseñas de la prensa musical. En la web Metacritic, obtuvo una media ponderada de 94 sobre 100 basada en 17 reseñas, la puntuación más alta para un disco de Bruce Springsteen. Thom Jurek de Allmusic escribió: «The Promise vale por sí mismo como un gran disco de Springsteen; parece terminado, enfocado, y por encima de todo, ofrece más pruebas de que Springsteen es uno de los compositores de rock y pop más grandes». La BBC también ofreció una reseña favorable en la que escribió: «The Promise es un retrato indispensable de un artista en lo alto de su juego».
A pesar de no alcanzar los niveles de ventas de sus álbumes de estudio en Norteamérica, las ventas fueron mayores en Europa, con 187.000 unidades vendidas en su primera semana. The Promise debutó en la primera posición en las listas de Alemania, España y Noruega, alcanzó la posición 4 en Holanda, Dinamarca e Irlanda, la posición 5 en Austria, el puesto 7 en el Reino Unido y el 9 en Suiza.

## Lista de canciones
Todas las canciones escritas y compuestas por Bruce Springsteen. 
| Disco uno |                               |          |  |
| N.º       | Título                        | Duración |  |
| 1.        | «Racing in the Street»        | 6:49     |  |
| 2.        | «Gotta Get That Feeling»      | 3:17     |  |
| 3.        | «Outside Looking In»          | 2:16     |  |
| 4.        | «Someday (We'll Be Together)» | 5:35     |  |
| 5.        | «One Way Street»              | 4:19     |  |
| 6.        | «Because the Night»           | 3:25     |  |
| 7.        | «Wrong Side of the Street»    | 3:34     |  |
| 8.        | «The Brokenhearted»           | 5:19     |  |
| 9.        | «Rendezvous»                  | 2:37     |  |
| 10.       | «Candy's Boy»                 | 4:38     |  |

| Disco dos |                                    |          |  |
| N.º       | Título                             | Duración |  |
| 1.        | «Save My Love»                     | 2:36     |  |
| 2.        | «Ain't Good Enough for You»        | 4:01     |  |
| 3.        | «Fire»                             | 4:08     |  |
| 4.        | «Spanish Eyes»                     | 3:50     |  |
| 5.        | «It's a Shame»                     | 3:14     |  |
| 6.        | «Come On (Let's Go Tonight)»       | 2:18     |  |
| 7.        | «Talk to Me»                       | 4:20     |  |
| 8.        | «The Little Things (My Baby Does)» | 3:17     |  |
| 9.        | «Breakaway»                        | 5:30     |  |
| 10.       | «The Promise»                      | 5:52     |  |
| 11.       | «City of Night»                    | 7:00     |  |

## Personal
| Músicos - Bruce Springsteen: voz, guitarra y armónica - The E Street Band: - Roy Bittan: piano y coros - Clarence Clemons: saxofón y coros - Danny Federici: órgano y glockenspiel - Patti Scialfa: coros en «Someday (We'll Be Together)» y «Breakaway» - Garry Tallent: bajo - Steve Van Zandt: guitarra rítmica y coros - Max Weinberg: batería - Tiffany Andrews: coros en «Someday (We'll Be Together)» y «Breakaway» - Corinda Crawford: coros en «Someday (We'll Be Together)» y «Breakaway» - Barry Danielia: trompeta en «The Brokenhearted», «It's A Shame» y «Breakaway» - Rick Gazda: trompeta en «Talk To Me» - Stan Harrison: saxofón tenor en «The Brokenhearted», «It's A Shame», «Talk To Me» y «Breakaway» - Dan Levine: trombón en «The Brokenhearted», «It's A Shame» y «Breakaway» - Ed Manion: saxofón barítono en «The Brokenhearted», «It's A Shame», «Talk To Me» y «Breakaway» - Michell Moore: coros en «Someday (We'll Be Together)» y «Breakaway» - Bob Muckin: trompeta en «Talk To Me» - Curt Ramm: trompeta en «The Brokenhearted», «It's A Shame» y «Breakaway» - Richie "La Bamba" Rosenberg: trombón en «Talk To Me» - Antionette Savage: coros en «Someday (We'll Be Together)» y «Breakaway» - Soozie Tyrell: coros en «Someday (We'll Be Together)» y «Breakaway» | Equipo técnico - Dave Bett: dirección artística - Sean Brennan: investigación - Bob Clearmountain: mezclas - Michelle Holme: dirección artística - Jimmy Iovine: ingeniero de sonido - Matt Kelly: investigación - Donna Kloepfer: investigación - Jon Landau: productor musical - Rob Lebret: ingeniero asistente - Bob Ludwig: masterización - Eric Meola: fotografía - Thom Panunzio: ingeniero asistente |

## Posición en listas
| Año  | País              | Lista                       | Posición |
| ---- | ----------------- | --------------------------- | -------- |
| 2010 | Alemania          | Media Control Albums Charts | 1        |
| 2010 | Australia         | ARIA Albums Chart           | 22       |
| 2010 | Austria           | Ö3 Austria Top 40           | 5        |
| 2010 | Bélgica (Flandes) | Ultratop 200 Albums         | 19       |
| 2010 | Bélgica (Valonia) | Ultratop 200 Albums         | 32       |
| 2010 | Canadá            | Top Canadian Albums         | 27       |
| 2010 | España            | Promusicae Albums Chart     | 1        |
| 2010 | Estados Unidos    | Billboard 200               | 16       |
| 2010 | Finlandia         | Albums Top 50               | 9        |
| 2010 | Francia           | SNEP Albums Chart           | 14       |
| 2010 | Irlanda           | Irish Albums Chart          | 4        |
| 2010 | Italia            | Italian Albums Chart        | 4        |
| 2010 | Noruega           | VG-lista Albums Chart       | 1        |
| 2010 | Países Bajos      | Mega Album Top 100          | 4        |
| 2010 | Reino Unido       | UK Album Chart              | 7        |
| 2010 | Suecia            | Albums Top 60               | 1        |
| 2010 | Suiza             | Top Albums 100              | 9        |